# STS-89
STS-89 (englisch Space Transportation System) ist die Missionsbezeichnung für einen Flug des US-amerikanischen Space Shuttles Endeavour (OV-105) der NASA. Der Start erfolgte am 23. Januar 1998. Es war die 89. Space-Shuttle-Mission, der zwölfte Flug der Raumfähre Endeavour, der zehnte Flug im Rahmen des Shuttle-Mir-Programms und die achte Kopplung einer US-Raumfähre an die Raumstation Mir.

## Mannschaft
- Terrence Wilcutt (3. Raumflug), Kommandant
- Joe Edwards (1. Raumflug), Pilot
- Bonnie Dunbar (5. Raumflug), Missionsspezialistin
- Michael Anderson (1. Raumflug), Missionsspezialist
- James Reilly (1. Raumflug), Missionsspezialist
- Salischan Scharipow ( Russland)(1. Raumflug), Missionsspezialist

### Mir-Crew Hinflug
- Andrew Thomas (2. Raumflug)

### Mir-Crew Rückflug
- David Wolf (2. Raumflug)

(nach einer Flugzeit von 127 Tagen, 20 Stunden und 2 Minuten zur Erde zurückgekehrt; Hinflug mit STS-86)

## Missionsbeschreibung
Das achte Kopplungsmanöver einer amerikanischen Raumfähre an die russische Raumstation Mir absolvierte erstmals die Endeavour. Gekoppelt wurde wie bei den vorhergehenden Missionen am Shuttle Docking Module der Mir. In der Ladebucht der Endeavour befand sich ein SpaceHab-Doppelmodul. Darin waren mehrere Experimente sowie Ausrüstungsgegenstände und Nahrungsmittel verstaut, die zur Raumstation Mir gebracht wurden. Die Kopplung wurde am dritten Flugtag vollzogen. David Wolf kehrte nach 128 Tagen mit der Raumfähre zur Erde zurück, Andrew Thomas nahm seinen Platz auf der Station ein. Hier installiert wurden die Experimente Astroculture (Advanced CGBA) zur Erprobung eines automatischen Gewächshauses im Dauerbetrieb, X-Ray-Detector zum Test eines Röntgensensors zur Strukturanalyse von Kristallen, das Zellkulturexperiment CoCulture sowie Diffusion-controlled Crystallization Apparatus for Microgravity (DCAM) und Gaseous Nitrogen Dewar zur Herstellung sehr reiner Proteinkristalle. Von der Raumstation in den Shuttle wurden vor allem die Ergebnisse vorangegangener Experimente gebracht. Dazu gehörten Pflanzenproben, Halbleitermaterialien, Proteinkristalle, Speichel-, Blut und Urinproben, die in speziellen Anlagen eingefroren oder bei konstanter Temperatur aufbewahrt wurden (Enhanced Orbiter Refrigerator/Freezer und Thermo Electric Holding Module).
Im Mitteldeck und im SpaceHab wurden während des Fluges mehrere wissenschaftliche Experimente durchgeführt. So wurde die Entwicklung von Fischen, Schnecken und Pflanzen in einem geschlossenen Aquarium (Closed Equilibrated Biological Aquatic System) studiert, die Effektivität der Nährstoffzufuhr für Pflanzen über poröse Materialien analysiert (Microgravity Plant Nutrient Experiment) und das Verhalten von Granulaten in der Schwerelosigkeit untersucht (Mechanics of granular Materials). Dabei wurden vor allem die Auswirkungen von Druckkräften auf die Bewegungen dreier verschiedener Granulate festgehalten. Daraus sollen auch Erkenntnisse über Verwerfungen bei Erdbeben abgeleitet werden.
Weitere Untersuchungen wurden in Containern durchgeführt, die in der Ladebucht verankert waren (Get Away Specials). So wurden die Vorgänge beim Zerstäuben einer Flüssigkeit in kleine Tröpfchen studiert. Dabei wurde Silikonöl in einem luftgefüllten Zylinder durch einen Kolben verwirbelt. Dadurch entstand ein Flüssigkeits-Gas-Gemisch. Das Silikonöl war mit winzigen versilberten Glaskügelchen durchsetzt, deren Bewegungen man mit einem Laser sichtbar machen konnte (Vortex). Ebenfalls mit Flüssigkeiten befasste sich das Experiment Structure of Marangoni Convection in Floating Zones. Hier wurde die innere Bewegung von freien Flüssigkeitsoberflächen bei lokalen Temperaturdifferenzen beobachtet. Die Marangoni-Konvektion beeinflusst auf der Erde z. B. die Regelmäßigkeit von Halbleiterkristallen. Deshalb studiert man ihre Wirkung ohne die überlagernden Einflüsse der Gravitation. Einen besseren Umgang mit Glasschmelzen und die Beseitigung aller sichtbaren Gaseinschlüsse hatten Untersuchungen an Feinschmelzen zum Ziel. Dazu wurde eine Glasprobe mit künstlichen Sauerstoffeinschlüssen auf 1.300 °C erwärmt und die Auflösung der Gasblasen aufgezeichnet. In weiteren Containern wurden Differenzen zwischen Schmelztemperatur und Erstarrungspunkt gemessen, Hochtemperatursupraleiter untersucht, Galliumantimonidkristalle gezogen, Kristallzylinder epitaktisch hergestellt und die Größe von Flüssigkeitstropfen beim Benetzen verschiedener Materialien bestimmt.
Erstmals getestet wurde ein System, mit dem medizinische Daten erfasst und per Bild und Ton zur Erde übermittelt werden können (TeleMedicine Instrumentation Pack). Mit einer Spezialkamera wurden Untersuchungen der Augen, Ohren, des Mund- und Rachenraumes vorgenommen. Herztöne, Atem- und Darmgeräusche ließen sich über ein elektronisches Stethoskop ebenfalls übertragen. Dazu kamen Messwerte von Herzaktivität (EKG), Sauerstoffgehalt des Blutes, Blutdruck und Puls. Damit soll zukünftig die medizinische Betreuung insbesondere bei längeren Aufenthalten im Weltraum verbessert werden.
Weitere Experimente betrafen beispielsweise die Analyse von hochfrequenten Radarechos, die durch Triebwerkszündungen des Shuttle verursacht werden (Shuttle Ionospheric Modification with Pulsed Local Exhaust) und die Aufzeichnung und Übermittlung von Bildern der Erdoberfläche mit der EarthKAM, einer Kamera, die von Schülern gesteuert wird. Damit sollen natürliche oder durch den Menschen verursachte Phänomene direkt in den Unterricht einbezogen werden.
Zur Risikoabschätzung von Weltraumaufenthalten wurden Kondenswasserproben in verschiedenen Bereichen des Space Shuttle genommen (Shuttle Condensate Collection) und die Strahlenbelastung während des Fluges gemessen (Intravehicular Radiation Environment Measurement by the Real-time Radiation Monitor). Die Endeavour landete planmäßig in Florida.